# Panteó Família Serra
El Panteó Família Serra és una obra historicista de Sant Joan Despí (Baix Llobregat) inclosa a l'Inventari del Patrimoni Arquitectònic de Catalunya.

## Descripció
Panteó-capella d'estil neogòtic. Planta de creu grega i cripta soterrània als sols efectes d'enterraments, amb accés des de l'interior. Altar amb Crist a la Creu. Porta vidriada sota arc apuntat, on hi figura la inscripció: "Família Serra".

## Història
En són propietaris la família Serra, que tenen la casa pairal en els núm.33 i 35 del carrer Major i que viuen a Barcelona, avui la casa és a nom d'un empresa anònima. Promotor de la construcció del panteó Teresa Company Sandino, Vda. de Pere Serra. Sol·licitud de llicència 25-05-1898.